# Mendidius heikertingeri
Mendidius heikertingeri är en skalbaggsart som beskrevs av Vladimir Balthasar 1938. Mendidius heikertingeri ingår i släktet Mendidius och familjen Aphodiidae. Inga underarter finns listade i Catalogue of Life.